# هاملت میناسیان (آهنگساز)
هاملت میناسیان (ارمنی: Համլետ Մինասեան) آهنگساز فیلم، تظیم‌کننده موسیقی و آهنگساز ارمنی‌تبار اهل ایران است.

## فیلمشناسی
- فاتحین صحرا
- دل‌های بی‌آرام
- شهر آفتاب

## آهنگسازی
| نام ترانه                 | خواننده       | آهنگساز                    | ترانه‌سرا        |
| ------------------------- | ------------- | -------------------------- | --------------- |
| خداحافظ آنیا (خرداد ۱۳۴۹) | فریدون فرخزاد | هاملت میناسیان             | ایرج جنتی عطایی |
| پسرم (خرداد ۱۳۴۹)         | فریدون فرخزاد | هاملت میناسیان             | ایرج جنتی عطایی |
| لبریزم، لبریزم            | فریدون فرخزاد | هاملت میناسیان             | ایرج جنتی عطایی |
| مرغان غمگین               | فریدون فرخزاد | هاملت میناسیان             | ایرج جنتی عطایی |
| دروغگو دشمن خداست         | فریدون فرخزاد | هاملت میناسیان             | محمدعلی بهمنی   |
| گلایه (۱۳۴۷)              | گوگوش         | هاملت میناسیان             | ناصر روانبخش    |
| وقتی دل خوش نباشه         | اونیک         | هاملت میناسیان             | مهدخت مخبر      |
| عشق من آهسته بگو          | دنی بنیادی    | تنظیم‌کننده: هاملت میناسیان | کریم فکور       |
| بادبادک                   | فریدون فرهی   | هاملت میناسیان             | اردلان سرفراز   |
| مرد زیر باران             | عارف          | هاملت میناسیان             | اردلان سرفراز   |
| دریغا (مرغان غمگین)       | گروه هونیاک   | هاملت میناسیان             | ایرج جنتی عطایی |